# Вайсберг Марюс Ерікович
Марюс Ерікович Вайсберг (справжнє прізвище Бальчунас, лит. Marius Balčiūnas; нар. 1 квітня 1971, Москва) — литовсько-єврейський кінорежисер, сценарист і продюсер, автор російських пародійних кінокомедій.

## Біографія
Мати — литовка Дангуоле Бальчюнене (лит. Danguolė Balčiūnienė) — довгий час працювала в торговому представництві Литовської РСР у Москві. Батько — єврей Ернст Маркович Вайсберг (20.07.1934 — 09.03.2007) — директор картин у СРСР, продюсер, директор «Мосфільм-сервіс» кіноконцерну «Мосфільм». У радянський час працював з Андрієм Тарковським («Дзеркало»), Андрієм Кончаловським («Сибіріада»), Кареном Шахназаровим («Царевбивця»), в пострадянський час був зайнятий виробництвом телесеріалів.

## Кінокар'єра
У 1989 році вступив до ВДІКу (ВГИК) на курс В. Наумова. Потім навчався в Школі кінематографії і телебачення в Університеті Південної Каліфорнії (USC School of Cinema-Television), отримав диплом в 1996 році. Його перша робота як кінорежисера — фільм «Мест нет» (Місць Немає, «No Vacancy», 1999).
Починаючи з фільму «Гітлер капут!», працює під прізвищем Вайсберг.

## Фільмографія
| 1999 | Вакансії відсутні          | Green tick | Green tick |            |
| 2002 | Мей                        |            |            | Green tick |
| 2006 | Старший син                | Green tick | Green tick |            |
| 2008 | Гітлер капут!              | Green tick | Green tick |            |
| 2009 | Кохання у великому місті   | Green tick | Green tick |            |
| 2010 | Кохання у великому місті 2 | Green tick | Green tick | Green tick |
| 2012 | 8 перших побачень          |            |            | Green tick |
| 2012 | Ржевський проти Наполеона  | Green tick |            |            |
| 2014 | Кохання у великому місті 3 | Green tick | Green tick |            |
| 2015 | 8 нових побачень           | Green tick |            | Green tick |
| 2016 | 8 кращих побачень          | Green tick |            |            |
| 2017 | Бабця легкої поведінки     | Green tick | Green tick | Green tick |
| 2018 | Нічна зміна                | Green tick | Green tick | Green tick |

## Критика
У своїх інтерв'ю режисер визнає, що його роботи важко сприймаються в інтелектуальних колах. При цьому він залишає за собою право самостійно встановлювати межі смаку та вульгарності і стверджує, що преса направлено нав'язує думку про низький творчий рівень його стрічок.
Відгуки в пресі носять переважно негативний характер. Журнал «Коммерсант» вважає, що творці стрічок подібного роду «не в змозі контролювати фізіологічний процес виригання цитат і жартів, які виходять з них спонтанно, як блювотні маси».
«Чим скабрезніші жарти, тим вище касові збори, <…> цим принципом керуються автори комедії „Ржевський проти Наполеона“» — стверджує оглядач РИА Новости Сергій Варшавчик і наводить думку головного редактора журналу «Мистецтво кіно» Данила Дондурея: «Це бізнес, нічого особистого. Останнім часом абсолютні чемпіони прокату — кінокомікси. А тут комікси вийшли заміж за вульгарщину».